# Німецькі австралійці
Німецькі австралійці (нім. Deutsch-Australier) є австралійцями німецького походження. Німецькі австралійці складають одну з найбільших груп предків в Австралії, а німецька мова є п'ятою за кількістю ідентифікованих європейських предків в Австралії після англійців, ірландців, шотландців та італійців. Німецькі австралійці є однією з найбільших груп у глобальній німецькій діаспорі.

## Історія
|                                         | Кількість приїздів липень 1949 — червень 2000 | Липень 1940 - червень 1959 | Липень 1959 — червень 1970 |
| --------------------------------------- | --------------------------------------------- | -------------------------- | -------------------------- |
| Німеччина                               | 255 930                                       | 162 756                    | 50 452                     |
| Загальна кількість прибулих іммігрантів | 5 640 638                                     | 1 253 083                  | 1 445 356                  |
| Відсоток іммігрантів з Німеччини        | 4,5 %                                         | 13,0 %                     | 3,5 %                      |

Німці були в Австралії з початку європейського поселення в 1788 році. Щонайменше сімдесят три німці прибули до Австралії як каторжники.

### 19 століття
1. ↑  Department of Immigration and Multicultural Affairs: "Settler arrivals by birthplace data not available prior to 1959. For the period July 1949 to June 1959, Permanent and Long Term Arrivals by Country of Last Residence have been included as a proxy for this data. When interpreting this data for some countries, in the period immediately after World War II, there were large numbers of displaced persons whose country of last residence was not necessarily the same as their birthplace."
2. ↑  Note this period covers 11 years rather than a decade.

Німці становили найбільшу неангломовну групу в Австралії до 20 століття.

#### Старі лютерани
Старі лютерани емігрували у відповідь на Прусський союз 1817 року та організовували церкви як між собою, так і з іншими німецькомовними людьми, як-от Синод Кавеля-Фріцше.[джерело?]
Хоча деякі особи емігрували раніше, перша велика група німців прибула до Південної Австралії в 1838 році, незабаром після британської колонізації Південної Австралії. Ці «старі лютерани» походили з провінції Бранденбург (тоді провінція Пруссії) і намагалися зберегти свою традиційну віру. Вони емігрували за фінансової допомоги Джорджа Файфа Ангаса та Еміграційного фонду. Не всі наступні прибулі поділяли цю релігійну мотивацію, але лютеранська церква залишалася в центрі життя німецьких поселенців аж до 20 століття.

#### Сорок восьмих
Сорок восьми — це термін для тих, хто брав участь або підтримував Європейські революції 1848 року. Багато емігрували внаслідок тих революцій. Зокрема, після остаточного провалу «Березневої революції» в Німеччині значна кількість німців, іммігрованих до Австралії. Подивіться Forty-Eights в Австралії.

### 20 століття
До 1900 року німці були четвертою за чисельністю європейською етнічною групою на континенті після англійців, ірландців і шотландців. До 1914 року число німецьких австралійців (включаючи нащадків німецьких мігрантів у другому і третьому поколінні, які стали австралійцями за народженням) оцінювалося приблизно в 100 000 осіб.
Під час обох світових воєн австралійців німецького походження вважали «внутрішнім ворогом», і деякі були інтерновані чи депортовані — або і те, і інше. Переслідування німецьких австралійців також включало закриття німецьких шкіл, заборону німецької мови в державних школах і перейменування багатьох німецьких топонімів. Щоб уникнути переслідувань та/або щоб продемонструвати свою прихильність новому дому, багато німецьких австралійців змінили свої імена на англіцизовані або франкомовні варіанти. Під час Другої світової війни Австралія також була місцем ув'язнення 2542 «ворожих іноземців», депортованих з Британії, до складу яких входило багато громадян Австрії та Німеччини, яких було вигнано в результаті повної депортації, а також численні громадяни Італії. Сумно відомі нелюдським поводженням під час подорожі, 2053 антинацисти, 451 військовополонений і приблизно 55 симпатиків нацистів та інші вирушили з Ліверпуля через недійсний необов'язковий параметр незабаром після падіння Франції в 1940 році
Після Другої світової війни Австралія отримала великий приплив переміщених осіб етнічних німців, які становили значну частку післявоєнних іммігрантів Австралії. Деякі німецькі вчені були завербовані незабаром після війни за схемою ESTEA, деякі з них прибули кораблями для мігрантів, такими як «Партизанка».Шаблон:Self-published inline У 1950-х і 1960-х роках імміграція з Німеччини продовжувалася в рамках програм допомоги в міграції, які підтримує уряд Австралії. Станом на липень 2000 року Німеччина була п'ятим місцем народження поселенців до Австралії після Великої Британії, Ірландії, Італії та Нової Зеландії. До 1991 року в Австралії було 112 000 німців.

#### Перша світова війна

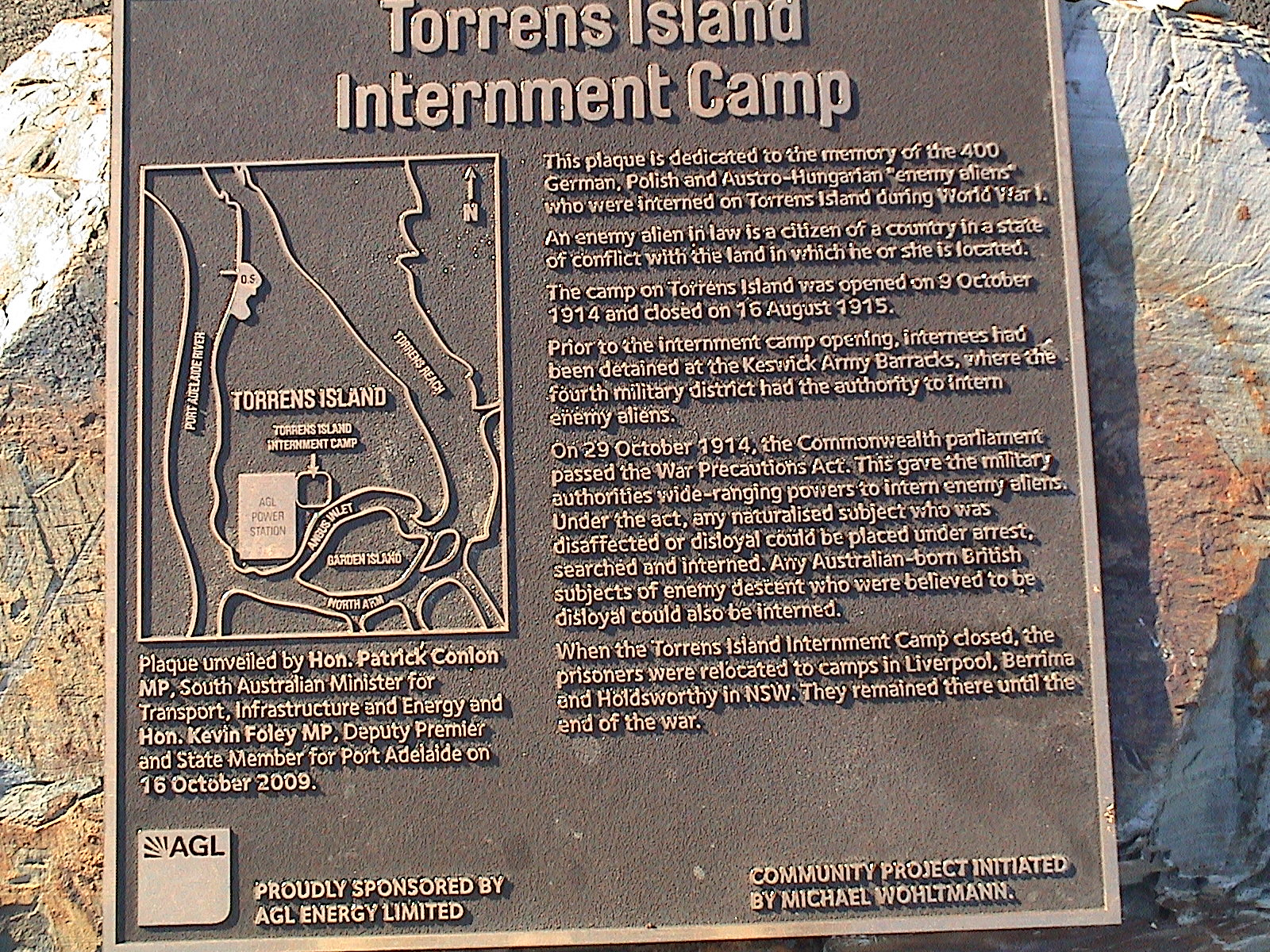
Табличка на честь табору інтернованих на острові Торренс

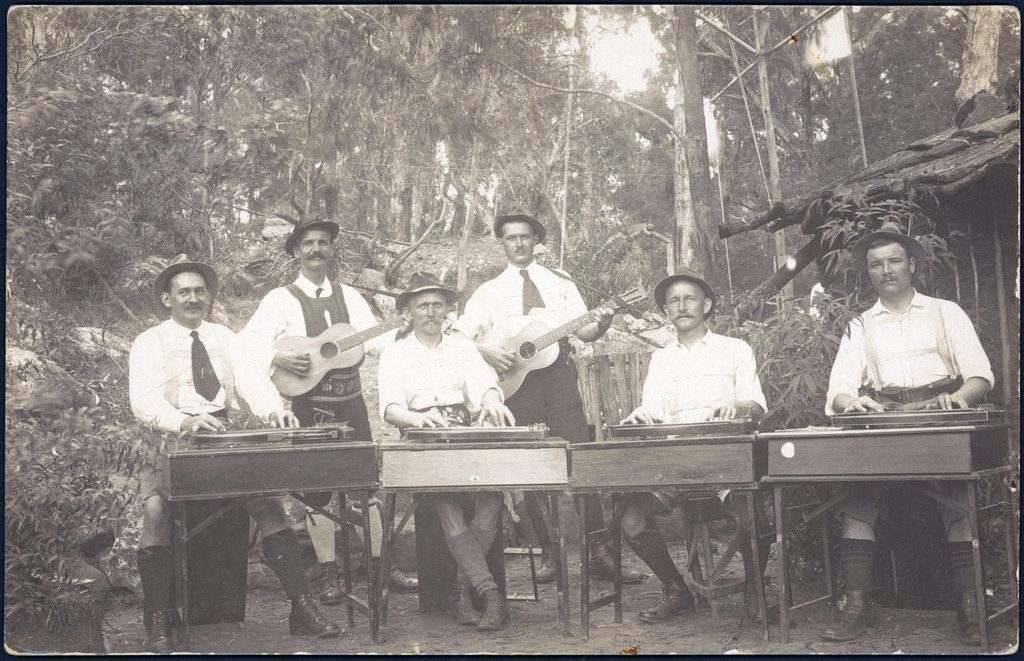
Група інтернованих німців грає на цитрі та гітарі в таборі Берріма

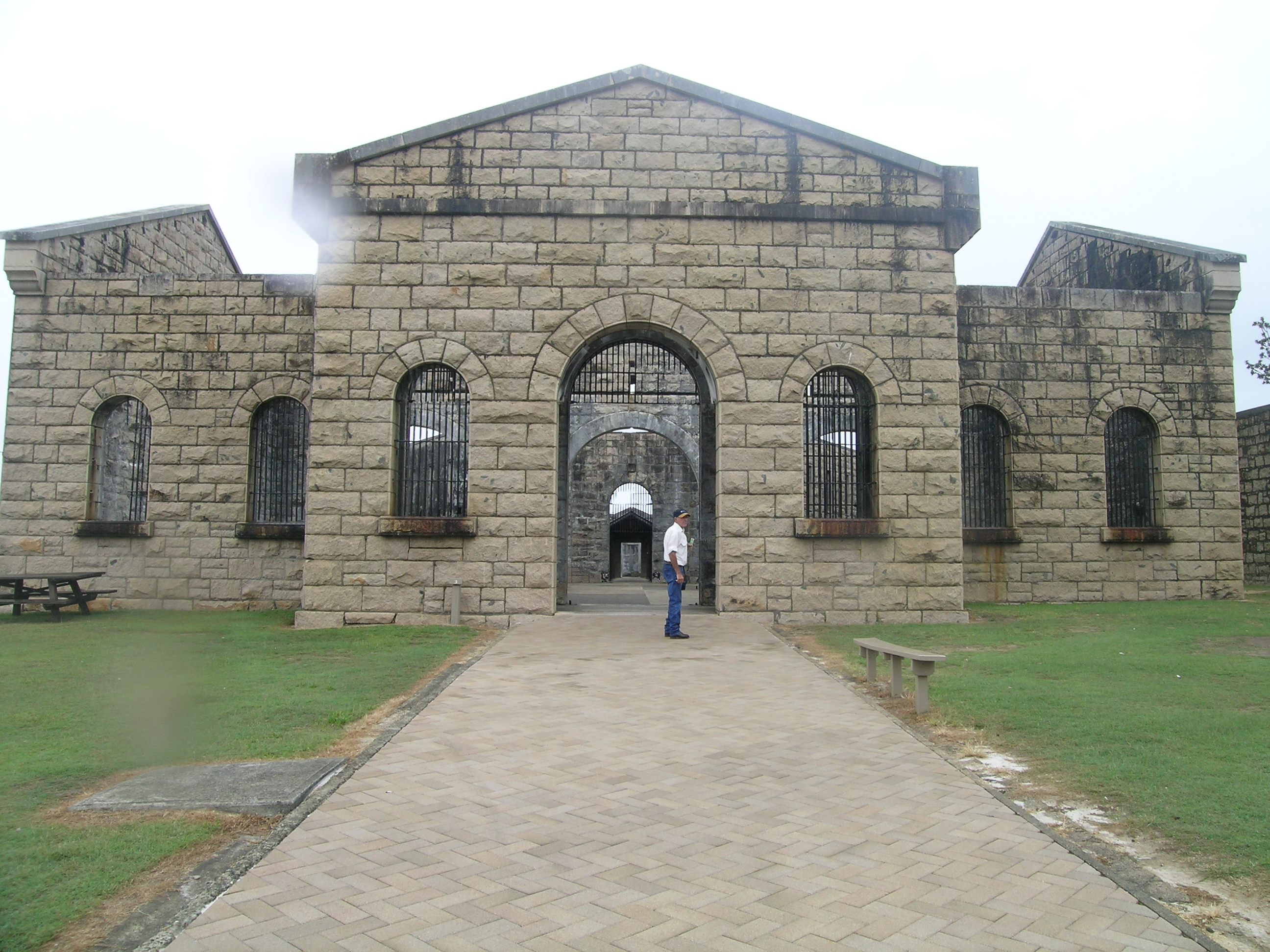
Trial Bay Gaol

Під час Першої світової війни табори для інтернованих підтримувалися австралійською армією. У той час їх також описували як концентраційні табори. Старі тюремні будівлі в Беррімі та Тріал Бей Гол спочатку використовувалися як місця для таборів у Новому Південному Уельсі.[джерело?]
Найбільшим табором для інтернованих під час Першої світової війни був табір для інтернованих Голсуорті, розташований на захід від Сіднея. У Беррімі були табори; Бурк; Холсворті та Тріал-Бей (весь Новий Південний Уельс); Еногера, Квінсленд; Лангваррін, Вікторія; табір Молонгло у Фішвіку, Австралійська столична територія; Острів Роттнест, Західна Австралія; і острів Торренс, Південна Австралія. Менші та тимчасові табори для інтернованих також були засновані на острові Бруні, Тасманія; Форт Ларгс, Південна Австралія; і острів Гарден, Західна Австралія. У таборі на острові Роттнест, який діяв з кінця 1914 до кінця 1915 року, у вересні 1915 року перебувало 989 осіб. Серед цієї групи був 841 австралійський та австрійський інтернований, а також 148 військовополонених. Згідно із заявою організації Австралійського військового меморіалу, протягом Першої світової війни було інтерновано 7000 осіб, у тому числі приблизно 4500 німців і британців німецького походження, які вже тривалий час жили в Австралії. Це означало, що приблизно 4,5 % німецько-австралійського населення утримувалися в таборах для інтернованих.
Одним із найбільших таборів інтернованих для ув'язнених офіцерів і солдатів німецького імперського флоту з зон бойових дій на Тихому океані, у Китаї та Південно-Східній Азії була в'язниця Тріал-Бей. Серед інтернованих були німецькі та австрійські бізнесмени, захоплені на кораблях, а також заможні високопоставлені німці та австрійці, що жили в Австралії, які, як припускали, симпатизували ворогу. Табір був відкритий у серпні 1915 року і на піку своєї діяльності містив 580 чоловіків. Інтернованих утримували в одиночних камерах усередині в'язниці, за винятком осіб з високим соціальним або військовим званням, яких тримали в каютах на березі затоки. Ув'язнені могли вільно купатися, ловити рибу, засмагати на пляжі або грати в теніс у дворі в'язниці на корті, який вони самі збудували. У 1916 році вони провели театральну виставу комедії «Мінна фон Барнгельм» Готхольда Ефраїма Лессінга. Вони мали власний оркестр і в 1917 році створили власну газету під назвою Welt am Montag («Світ у понеділок»), яка виходила раз на тиждень. В пам'ять про чотирьох німців, які загинули в таборі, інтерновані спорудили пам'ятник на пагорбі в Тріал-Бей. Інтернованих перевели в 1918 році через побоювання, що німецькі військові кораблі зможуть висадитися в бухті. Їх перевезли до табору для інтернованих Голсуорті поблизу Сіднея, нині казарми Голсуорті. Після того, як стало відомо про пограбування могил союзників у Німеччині, пам'ятник інтернованим було зруйновано. Його знову збудували в 1960 році і зараз веде шлях до меморіального місця на пагорбі.
Деякі австралійці вважали, що з ув'язненими поводилися занадто добре. Однак вони перебували під постійним наглядом, їхня пошта була під цензурою, контакти із зовнішнім світом (як і контакти з інтернованими з інших таборів) були заборонені.
Багато інтернованих із Західної Австралії були перевезені до таборів у Новому Південному Уельсі, включно з 193 німецькими морськими піхотинцями з SMS Emden, які були розгромлені HMAS Sydney.[джерело?]
Після закінчення війни табори закрили, а більшість окупантів депортували, але німецьку імміграцію знову зробили легальною лише в 1925 році. У результаті населення Німеччини повільно збільшувалося і врешті припинилося в 1933 році з приходом Адольфа Гітлера до влади.

#### Друга Світова війна

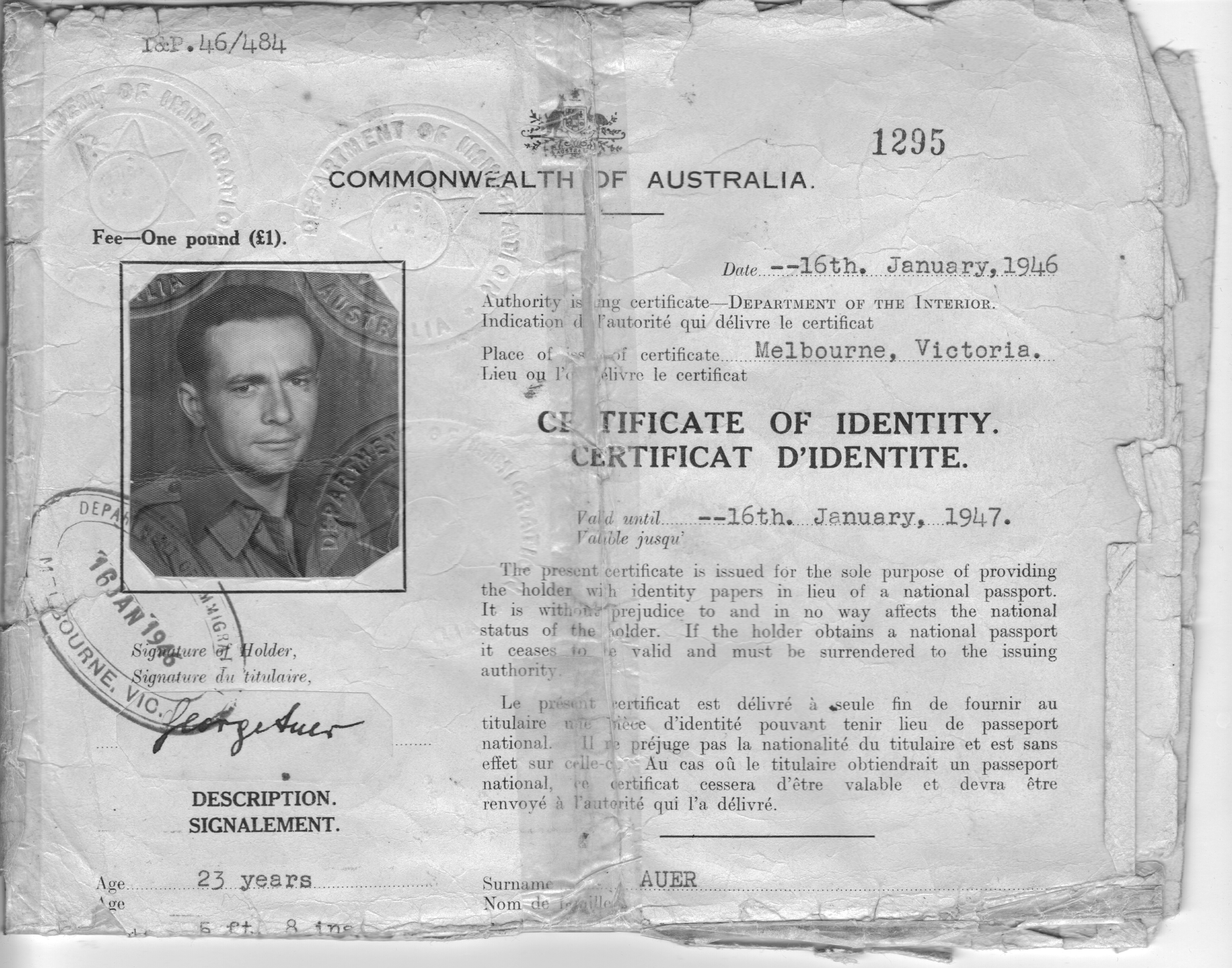
Георг Ауер, єврей з Австрії, який прибув до Австралії на HMT Dunera. Він був інтернований до 1942 року, а пізніше приєднався до австралійської армії.

Під час Першої світової війни більшість інтернованих були німецького походження. Однак у Другій світовій війні велика кількість італійців і японців також була ув'язнена. Інтерновані, серед яких були жінки та діти, прибули з понад 30 різних країн, включаючи Фінляндію, Угорщину, Португалію, а також Радянський Союз. Окрім австралійців, які були ув'язнені, були також люди німецького та японського походження, які були захоплені за кордоном і доставлені до Австралії. Ці люди походили з Англії, Палестини, Ірану, сучасного Сінгапуру, Малайзії, Індонезії, Нової Зеландії та Нової Каледонії. Перші з цих груп прибули на HMT Dunera з Англії в 1940 році і їх призначенням був табір інтернованих Хей у Новому Південному Уельсі.
Табори для інтернованих під час Другої світової війни були побудовані з трьох причин: жителям не можна було дозволити підтримувати ворогів Австралії, громадськість потрібно було заспокоїти, а тих, хто був захоплений за кордоном і перевезений до Австралії, потрібно було десь розмістити. Усіх японців одразу ж ув'язнили, але лише після розкриття військових злочинців нацистської Німеччини та фашистської Італії німців та італійців відправили до таборів для інтернованих. Особливо це стосувалося тих, хто живе на півночі Австралії, тому що саме туди очікувалося вторгнення ворога. Понад 20 відсотків італійців в Австралії перебували в таборах для інтернованих, а також загалом 7000 осіб, пов'язаних із ворогом, 1500 з яких були громадянами Великобританії. В австралійських таборах утримували 8000 людей з-за кордону, і в 1942 році табори були найбільшими, в країні було 12 000 інтернованих. Окрім британців німецького походження, австралійським фашистам не вдалося уникнути ув'язнення: були інтерновані провідні члени Австралійського першого руху, зокрема Адела Панкхерст і П. Р. Стефенсен.

## Демографія

Люди з німецьким походженням у відсотках від населення Австралії, розподілених географічно за статистичною місцевістю, згідно з переписом 2016 року.

Німецькі австралійці складають одну з найбільших груп предків в Австралії, а німецька мова є п'ятою за кількістю ідентифікованих європейських предків в Австралії після англійців, ірландців, шотландців та італійців. Німецькі австралійці є однією з найбільших груп у глобальній німецькій діаспорі. Під час перепису населення 2021 року 1 026 135 респондентів заявили, що вони мають німецьке походження (окреме або в поєднанні з іншим походженням), що становить 4 % від загальної кількості населення Австралії. Згідно з переписом 2021 року, 101 255 жителів Австралії народилися в Німеччині.[джерело?]
Згідно з переписом 2021 року, штати та території з найбільшою кількістю жителів, які вказали німецьке коріння, були Квінсленд (309 723), Новий Південний Уельс (242 546), Вікторія (212 907), Південна Австралія (135 225) і Західна Австралія (78 337). Німецькі австралійці, таким чином, надмірно представлені на душу населення в Квінсленді та Південній Австралії.
У грудні 2001 року Міністерство закордонних справ Австралії оцінило, що в Німеччині проживало 15 000 громадян Австралії.
Згідно з даними перепису населення, оприлюдненим Австралійським статистичним бюро в 2004 році, німецькі австралійці за віросповіданням: 21,7 відсотка католиків, 16,5 відсотка англікан, 32,8 відсотка інших християн, 4,2 відсотка інших релігій і 24,8 відсотка не є релігіями.[джерело?]
У 2001 році в Австралії німецькою мовою розмовляли вдома 76 400 осіб.[джерело?] Німецька є восьмою за поширеністю мовою в країні після англійської, китайської, італійської, грецької, арабської, в'єтнамської, іспанської та тагальської.

## Культура
Австралійська виноробна промисловість була створена німецькими поселенцями в дев'ятнадцятому столітті.
Goethe-Institut активно працює в Австралії, є філії в Мельбурні та Сіднеї.
Німецька асоціація Південної Австралії провела щорічний традиційний Adelaide Schützenfest в Бруклін Парк Австралія

### Освіта
В Австралії існують такі міжнародні німецькі школи:
- Німецька міжнародна школа Сідней
- Deutsche Schule Melbourne

### ЗМІ
Історично склалося так, що німецькі газети засновували перші поселенці, і багато з них були змушені закритися або об'єднатися через нестачу робочої сили, спричинену вікторіанською золотою лихоманкою 1850-1860-х років. Ряд перших газет Південної Австралії друкувався переважно німецькою мовою, зокрема:
- Die Deutsche Post für die Australischen Colonien (1848—1850) — Аделаїда: перша в Австралії неанглійська газета[26]
- Suedaustralische Zeitung (1850—1851) — Аделаїда
- Deutsche Zeitung für Süd-Australien (1851) — Танунда
- Adelaider Deutsche Zeitung (1851—1862) — Аделаїда: це також була перша німецькомовна газета, яка опублікувала розважальний додаток Blätter für Ernst und Scherz.[27]
- Süd Australische Zeitung (1860—1874) — Танунда/Аделаїда
- Australisches Unterhaltungsblatt (1862—1916) — Tanunda: додаток до Süd Australische Zeitung та Australische Zeitung
- Tanunda Deutsche Zeitung (1863—1869) — Танунда; пізніше перейменовано на Australische Deutsche Zeitung
- Australische Deutsche Zeitung (1870—1874) — Танунда/Аделаїда: мельбурнське видання газети також було надруковане в 1870—1872.
- Neue Deutsche Zeitung (1875—1876) — Аделаїда: опозиційна газета до Australische Zeitung
- Australische Zeitung (1875—1916) — Танунда/Аделаїда: утворено шляхом злиття Süd Australische Zeitung та Australische Deutsche Zeitung; закрито внаслідок Першої світової війни
- Australische Zeitung (1927—1929) — Танунда: спроба відродження
- Adelaider Post (1960—1962) — Аделаїда: південноавстралійське видання Die Woche in Australien[de], що базується в Сіднеї.
- Neue Australische Post (1984—1993), Солсбері

Спеціальна служба мовлення транслює німецькомовну радіопрограму на SBS Radio 2 щодня з 19:00 до 20:00. Вони також транслюють програму новин Der Tag німецької телекомпанії Deutsche-Welle щоранку в рамках програмного блоку WorldWatch.

### Місії, засновані німцями
- Місія Killalpaninna (1866—1915): заснована Йоганном Фрідріхом Гесслінгом і Ернстом Гоманном, а також двома братами-мирянами, Германом Фогельсангом і Ернстом Якобом; пізніше до них приєднався Штрелов.
- Германсбург, Північна територія (1877—1982?): Заснований А. Германом Кемпом (іноді пишеться Кемп) і Вільгельмом Ф. Шварцем з Германсбурзької місії в Німеччині.
- Aurukun Mission (1904—1913), спочатку станція Archer River Mission, Квінсленд: заснована моравцями преподобним Артуром Ріхтером та його дружиною Елізабет[28]
- Місія на острові Батерст (1911—1978), заснована Франциском Ксав'єром Ґзеллом[29]
- Місія La Grange у Bidyadanga (1955/6–1985)

## Відомі австралійці німецького походження
| Ім'я                    | Born      | Description                                                                      | Connection to Australia                         | Connection to Germany                                   |
| ----------------------- | --------- | -------------------------------------------------------------------------------- | ----------------------------------------------- | ------------------------------------------------------- |
| Eric Abetz              | 1958      | Австралійський сенатор                                                           | Іммігрували в Австралію з Німеччини в 1961 році | Born in Germany                                         |
| Hugo Alpen              | 1842      | Австралійський композитор                                                        | Прибув 1858                                     | Born in Germany                                         |
| Eric Bana               | 1968      | Австралійський актор                                                             | Народився в Австралії                           | German mother                                           |
| Gerard Brennan          | 1928      | Суддя і у відставці Chief Justice of Australia (1995—1998)                       | Народився в Австралії                           | German maternal ancestry                                |
| Bettina Arndt           | 1949      | Сексолог і критик фемінізму                                                      | Народився у Великобританії                      | German father                                           |
| Heinz Arndt             | 1915      | Eкономіст                                                                        | Іммігрували до Австралії                        | Born in Germany                                         |
| Adam Bandt              | 1972      | Політик                                                                          | Народився в Австралії                           | German ancestry                                         |
| Shaun Berrigan          | 1978      | Регбі ліга                                                                       | Народився в Австралії                           | German ancestry                                         |
| Henry Bolte             | 1908      | Політик (прем'єр Вікторії)                                                       | Народився в Австралії                           | German ancestry                                         |
| Dieter Brummer          | 1976      | Актор мильної опери                                                              | Народився в Австралії                           | German ancestry                                         |
| Ernest Burgmann         | 1885      | Англіканський єпископ і активіст соціальної справедливості                       | Народився в Австралії                           | German ancestry                                         |
| Meredith Burgmann       | 1947      | Політик (Лейбористська партія Австралії)                                         | Народився в Австралії                           | German ancestry                                         |
| Wolfgang Degenhardt     | 1924      | Художник                                                                         | Іммігрував до Австралії                         | Born in Germany                                         |
| George Savin De Chanéet | 1861      | Композитор                                                                       | Прибув 1884                                     | Born in Germany                                         |
| Carl Ditterich          | 1945      | Австралійський футболіст                                                         | Народився в Австралії                           | German ancestry                                         |
| Scott Drinkwater        | 1997      | Регбі ліга                                                                       | Народився в Австралії                           | German ancestry                                         |
| Andrew Ettingshausen    | 1965      | Регбі ліга                                                                       | Народився в Австралії                           | German ancestry                                         |
| Tim Fischer             | 1946      | Політик (віце-прем'єр Австралії)                                                 | Народився в Австралії                           | German ancestry                                         |
| Brad Fittler            | 1972      | Регбі ліга                                                                       | Народився в Австралії                           | German ancestry                                         |
| Harry Frei              | 1951      | Cricketer                                                                        | Іммігрували до Австралії                        | Born in Germany                                         |
| Johannes Fritzsch       | 1960      | Диригент                                                                         | Працює і живе в Австралії                       | Born in Germany                                         |
| Gotthard Fritzsche      | 1797      | лютеранський пастор                                                              | Іммігрували до Австралії                        | Born in Germany                                         |
| Ken Grenda              | 1945      | бізнесмен і філантроп                                                            | Народився в Австралії                           | German ancestry                                         |
| Michael Grenda          | 1964      | Олімпійський велогонщик                                                          | Народився в Австралії                           | German ancestry                                         |
| Andre Haermeyer         | 1956      | Політик (Лейбористська партія Австралії)                                         | Іммігрували до Австралії                        | Born in Germany                                         |
| Heinrich Haussler       | 1984      | Велосипедист                                                                     | Народився в Австралії                           | German ancestry                                         |
| George Heinz            | 1891      | Футболіст                                                                        | Народився в Австралії                           | German ancestry                                         |
| Christian Helleman      | 1881      | Композитор                                                                       | Народився в Австралії                           | German ancestry                                         |
| Hans Heysen             | 1877      | Пейзажист                                                                        | Іммігрували до Австралії                        | Born in Germany                                         |
| Ben Hilfenhaus          | 1983      | Cricketer                                                                        | Народився в Австралії                           | German ancestry                                         |
| Bert Hinkler            | 1892      | Пілот                                                                            | Народився в Австралії                           | German ancestry                                         |
| Harold Holt             | 1908      | 17-й прем'єр-міністр Австралії                                                   | Народився в Австралії                           | German ancestry                                         |
| Hermann Homburg         | 1874      | Політик                                                                          | Народився в Австралії                           | German ancestry                                         |
| Moritz Heuzenroeder     | 1849      | Композитор                                                                       | Прибув 1871                                     | Born in Germany                                         |
| August Kavel            | 1798      | Лютеранський пастор                                                              | Іммігрували до Австралії                        | Born in Germany                                         |
| Kristina Keneally       | 1968      | Політик (прем'єр Нового Південного Уельсу, пізніше сенатор)                      | Іммігрував до Австралії з США                   | German ancestry                                         |
| Verdet Kessler          | 1994      | Бадмінтоніст                                                                     | Народився в Австралії                           | German father                                           |
| David Klemmer           | 1993      | Регбі ліга                                                                       | Народився в Австралії                           | German ancestry                                         |
| David Koch              | 1956      | Телеведучий                                                                      | Народився в Австралії                           | German ancestry                                         |
| Gerard Krefft           | 1830      | Зоолог і палеонтолог                                                             | Іммігрували до Австралії                        | Born in Germany                                         |
| Sonia Kruger            | 1965      | Телеведуча, медіа-особистість і танцівниця                                       | Народився в Австралії                           | German ancestry                                         |
| Dichen Lachman          | 1982      | Актриса і продюсер                                                               | Виріс в Аделаїді, Австралія                     | Born in Kathmandu, Nepal, to a German-Australian father |
| Ludwig Leichhardt       | 1813      | Дослідник                                                                        | Іммігрували до Австралії                        | Born in Germany                                         |
| Darren Lehmann          | 1970      | Cricketer                                                                        | Народився в Австралії                           | German ancestry                                         |
| Carl Linger             | 1810      | Композитор                                                                       | Іммігрували до Австралії                        | Born in Germany                                         |
| Stewart Loewe           | 1968      | Австралійський футболіст                                                         | Народився в Австралії                           | German ancestry                                         |
| Baz Luhrmann            | 1962      | Кінорежисер, сценарист, продюсер і актор                                         | Народився в Австралії                           | German ancestry                                         |
| Bertha McNamara         | 1853      | Соціалістка і феміністка                                                         | Іммігрували до Австралії                        | Born in Germany                                         |
| John Monash             | 1865      | Австралійський генерал                                                           | Народився в Австралії                           | German (Jewish) parents                                 |
| Ferdinand von Mueller   | 1825      | Ботанік, геолог і лікар                                                          | Іммігрували до Австралії                        | Born in Germany                                         |
| David Neitz             | 1975      | Австралійський футболіст                                                         | Народився в Австралії                           | German ancestry                                         |
| Nadine Neumann          | 1975      | Плавець                                                                          | Народився в Австралії                           | German ancestry                                         |
| Olivia Newton-John      | 1948      | Актриса, співачка та гуманітарка                                                 | Іммігрували до Австралії                        | German (Jewish) mother (daughter of Max Born)           |
| Hubert Opperman         | 1904      | Велосипедист і політик                                                           | Народився в Австралії                           | German ancestry                                         |
| Annastacia Palaszczuk   | 1969      | 39-й прем'єр-міністр Квінсленда                                                  | Народився в Австралії                           | German ancestry                                         |
| Raimund Pechotsch       | died 1941 | Композитор                                                                       | Прибув 1889                                     | Born in Germany                                         |
| Arthur Phillip          | 1738      | Перший губернатор Нового Південного Уельсу                                       | Служив в NSW 1788—1792                          | German father                                           |
| Ingo Rademacher         | 1971      | Актор мильної опери                                                              | Іммігрували до Австралії                        | Born in Germany                                         |
| Jack Riewoldt           | 1988      | Австралійський футболіст                                                         | Народився в Австралії                           | German ancestry                                         |
| Nick Riewoldt           | 1982      | Австралійський футболіст                                                         | Народився в Австралії                           | German ancestry                                         |
| Margot Robbie           | 1990      | Australian actress and producer                                                  | Народився в Австралії                           | Mother has German ancestry                              |
| Michael Rolfe           | 1962      | Австралійський футболіст                                                         | Народився в Австралії                           | German ancestry                                         |
| Geoffrey Rush           | 1951      | Актор                                                                            | Народився в Австралії                           | German ancestry                                         |
| Hermann Sasse           | 1895      | Лютеранський богослов                                                            | Іммігрували до Австралії                        | Born in Germany                                         |
| John Sattler            | 1942      | Регбі ліга                                                                       | Народився в Австралії                           | German ancestry                                         |
| Chris Schacht           | 1946      | Політик (Австралійська лейбористська партія) і директор гірничодобувної компанії | Народився в Австралії                           | German ancestry                                         |
| Manfred Schaefer        | 1943      | Футбольний гравець                                                               | Іммігрували до Австралії                        | Born in Germany                                         |
| Jessicah Schipper       | 1986      | Плавець                                                                          | Народився в Австралії                           | German ancestry                                         |
| Melanie Schlanger       | 1986      | Плавець                                                                          | Народився в Австралії                           | German ancestry                                         |
| Mark Schwarzer          | 1972      | Футбольний гравець                                                               | Народився в Австралії                           | German ancestry                                         |
| Emily Seebohm           | 1992      | Плавець                                                                          | Народився в Австралії                           | German ancestry                                         |
| Anthony Seibold         | 1974      | Регбі ліга                                                                       | Народився в Австралії                           | German ancestry                                         |
| Gert Sellheim           | 1901      | Художник                                                                         | Іммігрували до Австралії                        | Born in Estonia to ethnically-German parents            |
| Wolfgang Sievers        | 1913      | Фотограф                                                                         | Іммігрували до Австралії                        | Born in Germany                                         |
| Christian Sprenger      | 1985      | Плавець                                                                          | Народився в Австралії                           | German ancestry                                         |
| Lawrence Springborg     | 1968      | Політик (Ліберальна національна партія)                                          | Народився в Австралії                           | German ancestry                                         |
| Carl Strehlow           | 1871      | Лютеранський місіонер                                                            | Іммігрували до Австралії                        | Born in Germany                                         |
| Ted Strehlow            | 1908      | антрополог                                                                       | Народився в Австралії                           | German ancestry                                         |
| Matthias Ungemach       | 1968      | Олімпійський веслувальник                                                        | Іммігрували до Австралії                        | Born in Germany                                         |
| Michael Voss            | 1975      | Австралійський футболіст                                                         | Народився в Австралії                           | German ancestry                                         |
| Shane Warne             | 1969      | Cricketer                                                                        | Народився в Австралії                           | German mother                                           |
| Chris Watson            | 1867      | прем'єр-міністр Австралії                                                        | Іммігрували до Австралії                        | Born in Chile to ethnically-German father               |
| Shane Webcke            | 1974      | Регбі ліга                                                                       | Народився в Австралії                           | German ancestry                                         |
| Fred Werner             | 1850      | професор музики                                                                  | Прибув 1890                                     | Born in Germany                                         |
| Judith Zeidler          | 1968      | Олімпійський веслувальник                                                        | Іммігрували до Австралії                        | Born in Germany                                         |
| Markus Zusak            | 1975      | письменник                                                                       | Народився в Австралії                           | German ancestry                                         |

### Німецькі місіонери
Було багато німецьких місіонерів, які емігрували до Австралії, створили місіонерські станції та працювали з австралійськими аборигенами, у деяких випадках допомагаючи зберегти їхні мови та культуру.
- 1838: Преподобний Кламор Вільгельм Шюрман (1815—1893) і Крістіан Готтлоб Тейхельман (1807—1893) заснували та керували рідним місцем Пірлтавардлі (або Пілтаводлі) в Аделаїді з 1838 по 1845 рік, вивчаючи місцеву мову Каурна, навчаючи Каурна своєю власна мова та переклад текстів. Пізніше до них приєднався Самуель Клозе. Їхня робота забезпечила основу для відродження мови у 21 столітті, після того, як мова майже вимерла.[31]
- 1892: Карл Стрелоу був антропологом, лінгвістом і генеалогом, який служив у двох лютеранських місіях: місія Кіллалпанінна (також відома як Бетесда) на півночі Південної Австралії з 1892 року, а потім, з жовтня 1894 року, у Германсбурзі, Північна територія (також відома як річка Фінке).), відомий своїми художниками, зі своєю дружиною Фрідою Штрелоу. Вони були батьками відомого антрополога Теда Стрелоу.[32]
- 1901: німецькі паллотійські місіонери взяли на себе управління місіонерською станцією в місії Бігл-Бей у Західній Австралії.[33]
- Місія La Grange у Бідьяданзі (1955/6–1985) керувала Томасом Бахмайром (1872—1918). Вважаючись «просвітницькою» місією, існував сильний наголос на інкультурації та повазі до традиційних звичаїв і зобов'язань.[34]

## Подальше читання
- Леман, Гартмут. «Німецькі лютерани Південної Австралії у другій половині дев'ятнадцятого століття: випадок відкинутої асиміляції?» Журнал міжкультурних досліджень 2.2 (1981): 24–42. онлайн
- Петерссон, Ірмтрауд. Німецькі образи в австралійській літературі 1940-1980-х років (P. Lang, 1990)
- Зейц, Енн і Лоїс Фостер. «Дилеми імміграції — очікування австралійців, реакція мігрантів: німці в Мельбурні». Журнал соціології 21.3 (1985): 414—430. онлайн
- (Німці в Сіднеї)
- Толлі, Джулі Холбрук. «Соціальне та культурне дослідження жінок у виноробній промисловості Південної Австралії» (теза, 2004) онлайн